# Melzers reagens

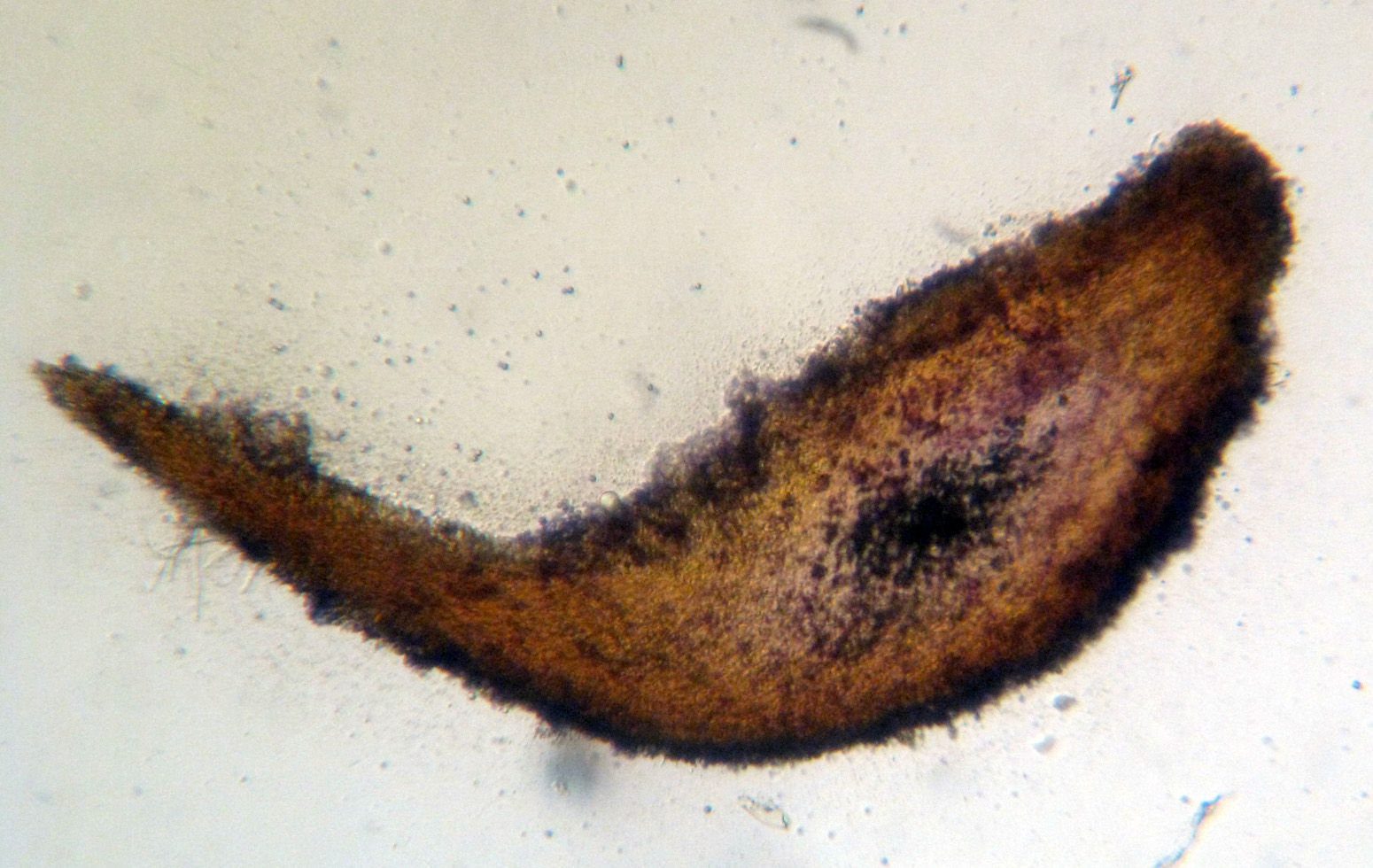
Witte sporen van stekelzwam Auriscalpium vulgare gekleurd met Melzers reagens

Melzers reagens is een detectiereagens dat met name in de mycologie wordt gebruikt. Naast water is het het meest gebruikte medium voor de studie van schimmels. Melzers reagens heeft zichzelf bewezen als een populair bereidingsmedium in de herbariumtaxonomie omdat het dode celplasma optisch homogeniseert en helderder maakt, wat vaak een probleem is.

## Formule
Melzers reagens is een waterige oplossing van chloraalhydraat, kaliumjodide en jodium. Afhankelijk van de formulering bestaat het uit ongeveer 2,50-3,75% kaliumjodide en 0,75-1,25% jodium, terwijl de rest van de oplossing 50% water en 50% chloraalhydraat is. Melzers is giftig voor de mens als het wordt ingenomen vanwege de aanwezigheid van jodium en chloraalhydraat. Vanwege de wettelijke status van chloraalhydraat is Melzers reagens moeilijk te verkrijgen in de Verenigde Staten.
Vanwege de moeilijkheid om chloraalhydraat te verkrijgen, formuleerden wetenschappers van Rutgers Visikol (compatibel met Lugols jodium) als vervanging. In 2019 toonde onderzoek aan dat Visikol zich in verschillende belangrijke situaties anders gedraagt dan het reagens van Melzer, waarbij opgemerkt moet worden dat het niet moet worden aanbevolen als een volwaardig alternatief.
Melzers reagens maakt deel uit van een klasse van jodium/kaliumjodide (IKI)-bevattende reagentia die in de biologie worden gebruikt; Lugols jodium is een andere dergelijke formule.

## Reacties
Melzers wordt gebruikt door schimmelweefsel of -cellen bloot te stellen aan het reagens, meestal in een microscooppreparaat en te zoeken naar een van de drie kleurreacties:
- Amyloïde of Melzers-positieve reactie, waarbij het materiaal blauw tot zwart reageert.
- Pseudoamyloïde of dextrinoïde reactie, waarbij het materiaal bruin tot roodbruin reageert.
- Inamyloïde of Melzer-negatief, waarbij de weefsels niet van kleur veranderen of zwak geelbruin reageren.

Onder de amyloïde reactie kunnen twee typen worden onderscheiden:
- Euamyloïde reactie, waarbij het materiaal blauw wordt zonder kaliumhydroxide (KOH)-voorbehandeling.
- Hemiamyloïde reactie, waarbij het materiaal rood wordt in de oplossing van Lugol, maar geen reactie vertoont in het reagens van Melzer; wanneer KOH-voorbehandeld wordt, wordt het blauw in beide reagentia (hemiamyloïditeit).

De reacties van Melzer zijn meestal bijna onmiddellijk, hoewel het in sommige gevallen tot 20 minuten kan duren voordat de reactie zich ontwikkelt.

## Geschiedenis
Het gebruik van jodiumhoudende oplossingen als hulpmiddel bij het beschrijven en determineren van schimmels dateert uit het midden van de 19e eeuw.
Melzers reagens werd voor het eerst beschreven in 1924 en ontleent zijn naam aan zijn uitvinder, de mycoloog Václav Melzer, die een oudere chloraalhydraatbevattende IKI-oplossing, ontwikkeld door botanicus Arthur Meyer, aanpaste. Melzer was een specialist in Russula, een geslacht waarbij de amyloïdie op de sporenornamentatie of hele spore van belangrijke taxonomische betekenis is.